# Héctor Chumpitaz
Héctor Eduardo Chumpitaz González (* 12. April 1944 in Cañete, Peru) ist ein ehemaliger peruanischer Fußballspieler.

## Verein
Der El granítico genannte Chumpitaz begann seine Karriere 1963 in der Segunda División bei Unidad Vecinal. Von 1964 bis 1965 stand er in Reihen Deportivo Municipals. Anschließend spielte er von 1966 bis 1975 für Universitario de Deportes. Während seiner Zugehörigkeit zum peruanischen Hauptstadtklub gewann er mit seinen Mitspielern fünfmal die Peruanische Meisterschaft (1966, 1967, 1969, 1971 und 1974) und stand 1972 in den Finalspielen der Copa Libertadores, wo sein Klub letztlich gegen den argentinischen Vertreter CA Independiente unterlag. 1976 wechselte er nach Mexiko zu Atlas Guadalajara. Schon im darauffolgenden Jahr zog er weiter zu Sporting Cristal, wo er schließlich 1984 seine Karriere beendete, nachdem er in den Jahren 1979, 1980 und 1983 drei weitere Male den Titel in der peruanischen Meisterschaften seiner Erfolgsstatistik hinzufügen durfte. Auf internationaler Klubebene absolvierte er zwischen 1966 und 1984 für Universitario und Sporting Cristal insgesamt 74 Spiele in der Copa Libertadores. Dabei erzielte er acht Treffer.

## Nationalmannschaft
Der Abwehrspieler war Mitglied der peruanischen Fußballnationalmannschaft, nahm mit ihr an der Fußball-Weltmeisterschaft 1970 und 1978 teil und gewann mit ihr 1975 die Copa América.
Insgesamt absolvierte er 105 Länderspiele für sein Heimatland, in denen ihm drei persönliche Torerfolge gelangen.

## Erfolge
- Gewinn der Copa América 1975
- 8× Peruanischer Meister (1966, 1967, 1969, 1971, 1974, 1979, 1980, 1983)
- Finalist Copa Libertadores 1972